# Forst Hain im Spessart

Gemeindefreies Gebiet Forst Hain im Spessart

Der Forst Hain im Spessart (amtlich: Forst Hain i.Spessart) ist ein 21,10 km² großes gemeindefreies Gebiet im Landkreis Aschaffenburg im bayerischen Spessart. Das Gebiet ist komplett bewaldet und wird von der Eselshöhe durchzogen.

## Geographie

### Lage
Der Forst Hain im Spessart liegt südöstlich von Laufach, mit dem namensgebenden Ortsteil Hain im Spessart. Der höchste Punkt im gemeindefreien Gebiet befindet sich mit 484 m ü. NHN unterhalb des Gipfels des Seebergs, der niedrigste liegt mit 209 m ü. NHN
im Tal links des Erlenbachs südlich von Laufach. Im Gebiet liegen zwei Exklaven von Laufach.

### Gemarkung
Die Gemarkung Forst Hain im Spessart mit der Nummer 090365 umfasst das Gebiet des gleichnamigen gemeindefreien Gebietes und einige flächenmäßig sehr kleine Exklaven der Gemeinde Laufach.
Der Gemarkungsteil 0 ist deckungsgleich mit dem Gebiet des gemeindefreien Gebietes, die Laufacher Exklaven entsprechen dem Gemarkungsteil 1.

### Berge
Berggipfel, die vollständig im Forst Hain im Spessart liegen, sind (nach Höhe sortiert):
| Names des Berges | Höhe in Meter |
| ---------------- | ------------- |
| Bösbornkopf      | 471           |
| Miesberg         | 470           |
| Schwarzkopf      | 460           |
| Kreuzberg        | 457           |
| Falkenberg       | 444           |
| Autenberg        | 440           |
| Hetzberg         | 434           |
| Rindberg         | 434           |
| Borberg          | 431           |
| Hirschberg       | 416           |
| Brandberg        | 411           |
| Metzberg         | 411           |
| Stöckes          | 407           |
| Seekopf          | 357           |

### Nachbargemeinden
| Sailaufer Forst (Gemeindefreies Gebiet) und Gemeinde Laufach | Gemeinde Heigenbrücken                      |                                            |
| Gemeinde Bessenbach                                          | Kompassrose, die auf Nachbargemeinden zeigt | Gemeinde Neuhütten                         |
|                                                              | Waldaschaffer Forst (Gemeindefreies Gebiet) | Rothenbucher Forst (Gemeindefreies Gebiet) |

## Kultur und Sehenswürdigkeiten
- Im nördlichen Teil des Forstes befindet sich das Pollasch-Denkmal an der Wodiankahütte.

## Verkehr
Durch den Forst Hain im Spessart verlaufen die Bundesstraße 26, die Staatsstraße 2317 und die Kreisstraße AB 5. Des Weiteren führt die Main-Spessart-Bahn durch den Falkenbergtunnel unter dem gemeindefreien Gebiet hindurch. Außerdem befindet sich der ehemals benutzte Schwarzkopftunnel unter dem Gebiet.